# Как солдат от войска отстал
«Как солдат от войска отстал» — художественный фильм, Грузия-фильм, 1967, Комедия.
Советское телевидение демонстрировало фильм 17 сентября 1969 года.

## Сюжет
Комедия о том, как нищего солдата приняли в нищей деревне за Иисуса Христа.
Поставленный по мотивам грузинских народных сказок фильм рассказывает о смекалистом находчивом солдате, который одурачивает и купцов-богатеев, и городского главу, и, наконец чревоугодника и женолюба отца Амбросия, местного священника.

## В ролях
- Гиви Берикашвили — солдат Лондре
- Эроси Манджгаладзе — священник (озвучивал Яков Беленький)
- Рамаз Чхиквадзе — городской Голова
- Лия Гудадзе — Аметвисто
- Котэ Даушвили — купец
- Гуранда Габуния — жена купца
- Лейла Кипиани — Цира
- Сосо Лагидзе — Габриэль (озвучивал Валерий Малышев)
- Спартак Багашвили — гробовщик
- Евгений Весник — рассказчик
- Зураб Капианидзе — эпизод
- Гурам Сагарадзе — эпизод (нет в титрах)

## Съёмочная группа
- Автор сценария: Отар Чиладзе
- Режиссёр: Тамаз Мелиава
- Оператор: Георгий Калатозов
- Композитор: Ираклий Геджадзе
- Художник: Христесие Лебанидзе